# Бад-Зальцуфлен
Бад-Зальцуфлен (нім. Bad Salzuflen) — місто в Німеччині, знаходиться в землі Північний Рейн-Вестфалія. Підпорядковується адміністративному округу Детмольд. Входить до складу району Ліппе.
Площа — 100,07 км2. Населення становить 54 166 ос. (станом на 31 грудня 2020).

## Уродженці
- Фрідріх Фрізіус (1895—1970) — німецький офіцер, віце-адмірал крігсмаріне.